# Œdipe (opera)

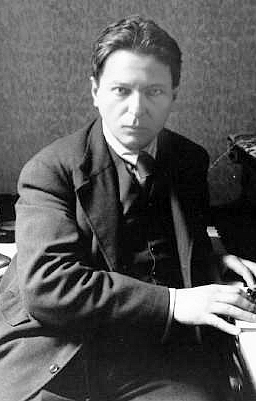
George Enescu 1930.

Œdipe (Oidipus) är en opera (tragédie lyrique) i fyra akter med musik av den rumänske tonsättaren George Enescu och libretto på franska av Edmond Fleg efter Sofokles drama Kung Oidipus (ca 427 f.Kr.).

## Historia
De första skisserna av Œdipe skrev Enescu åren 1910-14 men de försvann under första världskriget. Enescu gjorde ett utkast av hela operan mellan juli och augusti 1921 men det skulle ta honom ytterligare tio år att fullfölja, finslipa och orkestrera verket. Den schweiziske författaren Edmond Fleg skrev ursprungligen ett omfattande libretto i två delar för en opera att uppföras under två kvällar. Enescu övertalade honom att förkorta delarna till ett enda arbete som ändå skildrade Oidipus hela levnad.
Operan hade premiär den 13 mars 1936 på Parisoperan.

## Personer
- Œdipe (Oidipus), kung av Thebe (baryton)
- Jocaste (Iokaste), hans hustru (mezzosopran)
- Antigone, deras dotter (sopran)
- Créon (Kreon), bror till Jocasta (baryton)
- Sfinxen (mezzosopran)
- Laïos (Laios), Oidipus fader (tenor)
- Herden (tenor)
- Översteprästen (bas))
- En gammal man (bas)
- Mérope (Merope), Oidipus adoptivmor (kontraalt)
- Thésée (Theseus) (baryton)
- Phorbas, herden som räddar den nyfödde Oidipus (bas)
- Tirésias (Teiresias) (basbaryton)

## Handling
Akt I

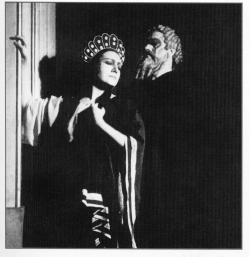
André Pernet och Marisa Ferrer som Œdipe och Jocaste vid premiären i Paris 1936.

Folket firar dopet av den nyfödde kungasonen Œdipe. Men festligheterna avbryts av siaren Tirésias som spår att gossen kommer att döda sin fader och gifta sig med sin mor.
Akt II
Œdipe är nu en ung man. Hos oraklet i Delfi har han fått reda på vad som väntar honom. Då han tror att adoptivföräldrarna är hans riktiga föräldrar lämnar han skyndsamt staden Korinth. I en vägkorsning kommer han i bråk med en äldre man. Han dödar honom ovetande om att det var sin egen far han slog ihjäl. När han anländer till staden Thebe dödar han sfinxen som har terroriserat staden. Som belöning erhåller han drottningen Jocastes hand. 
Akt III
Œdipe får reda på sanningen och sticker ut sina ögon. Jocaste begår självmord.
Akt IV
Den gamle Œdipe ledsagas av dottern Antigone. De tar skydd i en grotta där Œdipe beklagar och rättfärdigar sina dåd. Gudarna tar honom till nåder.